# François-Emmanuel Fodéré
François-Emmanuel Fodéré (Saint-Jean-de-Maurienne, 15 de Janeiro de 1764 — 4 de fevereiro de 1835) foi um médico e botânico francês.
Publicou  Leçons sur les épidémies et l'hygiène publique, em 4 volumes.